# Ренато Чиполліні
 Рена́то Чиполлі́ні (італ. Renato Cipollini, нар. 27 серпня 1945, Кодоньо, Італія — пом. 12 березня 2019, Феррара, Італія) — італійський футболіст, що грав на позиції воротаря. По завершенні ігрової кар'єри — спортивний функціонер.
Володар Кубка Італії. Чемпіон Італії.

## Ігрова кар'єра
1964 року потрапляв до заявки «Фіорентини», проте в матчах чемпіонату за цю команду не грав. Дебютував у дорослому футболі за команду Серії C «Емполі», ворота якої захищав протягом сезону 1965/66.
1966 року приєднався до клубу СПАЛ, у складі команди якого дебютував в елітній Серії A. Відіграв за СПАЛ до 1970 року, здійснивши за цей період разом з командою падіння спочатку до Серії B у 1968 році, а згодом й до Серії C у 1969.
Згодом з 1970 по 1977 рік захищав кольори друголігових «Брешії», «Комо» та «Аталанти».
1977 року перейшов до «Інтернаціонале», де став дублером Івано Бордона і де протягом п'яти сезонів грав здебільшого у кубкових матчах, лише 4 рази вийшовши на поле в іграх чемпіонату. Завершив професійну кар'єру футболіста виступами за команду «Інтернаціонале» у 1982 році.

## Робота функціонера
Завершивши ігрову кар'єру, залишився у футболі на адміністративній роботі. Працював спортивним директором низки італійських футбольних клубів, був президентом «Брешії».
У липні 2011 року був призначений виконавчим директором «Лечче».
У листопаді 2014 року обійняв посаду генерального менеджера Леги Про — третього за силою італійського футбольного дивізіону.

## Титули і досягнення
- Володар Кубка Італії (1):

«Інтернаціонале»: 1977–1978
- Чемпіон Італії (1):

«Інтернаціонале»: 1979–1980